# 긴코쌀쥐
긴코쌀쥐(Handleyomys rostratus)는 비단털쥐과 쌀쥐족에 속하는 설치류의 일종이다. 벨리즈와 엘살바도르, 과테말라, 온두라스, 멕시코, 니카라과에서 발견된다. 야행성 동물로 해수면부터 해발 1200m 사이의 숲에서 서식한다.